# دافاو (مدينة)
دافاو : هي العاصمة الرسمية لمندناو في الفلبين. وهي مركز منطقة دافاو العمرانية، تأسست في العام 1848.

## المناخ
يظهر الجدول التالي التغييرات المناخية على مدار السنة لدافاو:
| البيانات المناخية لـدافاو         | البيانات المناخية لـدافاو | البيانات المناخية لـدافاو | البيانات المناخية لـدافاو | البيانات المناخية لـدافاو | البيانات المناخية لـدافاو | البيانات المناخية لـدافاو | البيانات المناخية لـدافاو | البيانات المناخية لـدافاو | البيانات المناخية لـدافاو | البيانات المناخية لـدافاو | البيانات المناخية لـدافاو | البيانات المناخية لـدافاو | البيانات المناخية لـدافاو |
| الشهر                             | يناير                     | فبراير                    | مارس                      | أبريل                     | مايو                      | يونيو                     | يوليو                     | أغسطس                     | سبتمبر                    | أكتوبر                    | نوفمبر                    | ديسمبر                    | المعدل السنوي             |
| --------------------------------- | ------------------------- | ------------------------- | ------------------------- | ------------------------- | ------------------------- | ------------------------- | ------------------------- | ------------------------- | ------------------------- | ------------------------- | ------------------------- | ------------------------- | ------------------------- |
| الدرجة القصوى °م (°ف)             | 35.0 (95.0)               | 36.7 (98.1)               | 36.7 (98.1)               | 37.0 (98.6)               | 37.3 (99.1)               | 35.2 (95.4)               | 35.6 (96.1)               | 36.0 (96.8)               | 35.1 (95.2)               | 35.6 (96.1)               | 36.2 (97.2)               | 35.0 (95.0)               | 37.3 (99.1)               |
| متوسط درجة الحرارة الكبرى °م (°ف) | 30.8 (87.4)               | 31.2 (88.2)               | 32.2 (90.0)               | 33.0 (91.4)               | 32.6 (90.7)               | 31.8 (89.2)               | 31.5 (88.7)               | 31.7 (89.1)               | 31.9 (89.4)               | 32.3 (90.1)               | 32.1 (89.8)               | 31.4 (88.5)               | 31.9 (89.4)               |
| المتوسط اليومي °م (°ف)            | 27.1 (80.8)               | 27.3 (81.1)               | 27.9 (82.2)               | 28.6 (83.5)               | 28.6 (83.5)               | 28.0 (82.4)               | 27.7 (81.9)               | 27.9 (82.2)               | 27.9 (82.2)               | 28.1 (82.6)               | 28.0 (82.4)               | 27.5 (81.5)               | 27.9 (82.2)               |
| متوسط درجة الحرارة الصغرى °م (°ف) | 23.3 (73.9)               | 23.3 (73.9)               | 23.6 (74.5)               | 24.2 (75.6)               | 24.6 (76.3)               | 24.2 (75.6)               | 23.9 (75.0)               | 24.0 (75.2)               | 23.9 (75.0)               | 23.9 (75.0)               | 23.9 (75.0)               | 23.7 (74.7)               | 23.9 (75.0)               |
| أدنى درجة حرارة °م (°ف)           | 17.0 (62.6)               | 16.1 (61.0)               | 17.4 (63.3)               | 19.1 (66.4)               | 20.2 (68.4)               | 20.3 (68.5)               | 20.0 (68.0)               | 18.5 (65.3)               | 20.0 (68.0)               | 19.2 (66.6)               | 19.1 (66.4)               | 16.2 (61.2)               | 16.1 (61.0)               |
| معدل هطول الأمطار مم (إنش)        | 140.3 (5.52)              | 109.4 (4.31)              | 108.4 (4.27)              | 124.7 (4.91)              | 158.7 (6.25)              | 186.7 (7.35)              | 165.0 (6.50)              | 170.0 (6.69)              | 170.4 (6.71)              | 174.8 (6.88)              | 138.1 (5.44)              | 112.6 (4.43)              | 1٬759٫1 (69.26)           |
| متوسط الأيام الممطرة (≥ 0.1 mm)   | 14                        | 12                        | 11                        | 11                        | 16                        | 18                        | 16                        | 15                        | 15                        | 16                        | 16                        | 14                        | 174                       |
| متوسط الرطوبة النسبية (%)         | 82                        | 81                        | 78                        | 77                        | 80                        | 82                        | 83                        | 82                        | 82                        | 81                        | 82                        | 81                        | 81                        |
| المصدر: PAGASA                    |                           |                           |                           |                           |                           |                           |                           |                           |                           |                           |                           |                           |                           |

## توأمة
لدافاو (مدينة) اتفاقيات توأمة مع:
- كيلونغ

## أعلام
- روستيكو توريكامبو
- إريك غونزاليس
- دايسوكي ساتو
- جون بينتو
- أليكس سانتوس